# Die weiße Sonate
Die weiße Sonate, in Deutschland verliehen unter dem Titel Das Geheimnis der Villa Saxenburg, ist ein österreichisches Stummfilmmelodram aus dem Jahre 1928 von Louis Seemann mit Carla Bartheel, Werner Pittschau, Wladimir Sokoloff und Vivian Gibson in den Hauptrollen. Der Geschichte lag eine Novelle von Edmund von Hahn zugrunde.

## Handlung
Russland zur Zarenzeit. Die Wiener Primaballerina Dina Dellhofer, Künstlername Dellmar, befindet sich gerade in St. Petersburg, als sie den adretten Gardeoffizier Graf Boris Utomski kennen lernt. Beide jungen Leute finden rasch großes Gefallen aneinander. In der Person des Petersburger Geheimpolizeichefs Suborow, eines grimmigen alten Manns, erwächst Utomski jedoch scharfe Konkurrenz um die Gunst Dinas. Er will selbige unbedingt für sich selbst haben und unternimmt nun alles, das junge Liebespaar auseinanderzubringen. Als alles nichts hilft, lässt er den Oberleutnant kurzerhand in eine entlegene Festung versetzen. Doch auch jetzt ist Dina nicht bereit, den Finsterling zu erhören, und so setzt Suborow seine letzte große Waffe ein: Er verbreitet die unwahre Behauptung, der zufolge Utomski Spionage für eine ausländische Macht betreibe. Um ihrem eingekerkerten Liebsten in diesen schweren Stunden Kraft und Halt zu geben, sendet Dina Boris eine Komposition ihres Vaters zu, die titelgebende „weiße Sonate“, die der alte Dellhofer einst in Russland aus Liebe zum Land komponiert hatte. 
Mit dieser Sonate hat es eine besondere Bewandtnis: Komponist Dellhofer widmete einst das Musikstück Vera Suburowa, der Gattin Suborows, die sich in Dellhofer verliebt hatte. Als ihr Ehemann diese enge Verbindung zwischen ihr und dem Wiener Komponisten herausfand, war er außer sich vor Zorn und ermordete seine Gattin ebenso eigenhändig wie kaltblütig. Es war Dellhofer, der ihre Leiche beim nächsten Rendezvous fand. Suborow weiß von Dinas Vorhaben, Boris die Sonate zukommen zu lassen, und schmuggelt in das Notenpapier Zeichen mit unsichtbarer Tinte hinein, die sich als Spionagebotschaft deuten lassen. Boris scheint keine Chance mehr zu haben, jemals wieder das Licht der Freiheit wieder zu sehen, zumal sich Nata Ignatiew, die Frau des Festungsgouverneurs, sich an Suborows Intrige beteiligt hat. Doch schließlich bahnt sich die Wahrheit ihren Weg, denn Nata, die sich von Suborow zurückgewiesen fühlt, besinnt sich eines Besseren und deckt dessen Intrige auf. Suborow wird seines Postens enthoben und erschießt sich daraufhin. Nun steht dem gemeinsamen Glück Dinas und ihres gräflichen Offiziers Boris nichts mehr im Weg.

## Produktionsnotizen
Die weiße Sonate entstand im April und Mai 1928  und wurde Anfang Juli desselben Jahres im Rahmen einer Pressevorführung in Wien uraufgeführt. Die Länge des Sechsakters betrug etwa 2500 Meter.
Stefan Wessely entwarf die Filmbauten. Vorlageautor Edmund von Hahn übernahm auch die Produktionsleitung.

## Kritiken
Die Österreichische Film-Zeitung jubelte, hier sei dank „eines vorzüglich bearbeiteten Drehbuches ein ganz außerordentlich packendes und wirksames Filmstück“ geschaffen worden. Weiters hieß es: „Die Regie hat alle Pointen vorzüglich ausgearbeitet, die Besetzung …ist vorzüglich und auch die Photographie ist von hervorragender Schärfe und Plastik.“
Die linke Arbeiter Zeitung zeigte sich hingegen fassungslos: „Etwas Alberneres als diesen Film kann man sich nur schwer vorstellen; da das Drehbuch aber in jeder Hinsicht die unterste Grenze des Kitsches erreicht, mußte es in Wien unbedingt verfilmt werden. (…) Das „süße Mädel“ hält gekrampftes Putzigsein, Mäulchenziehen und Wuschelkopfschütteln für eine schauspielerische Leistung.“.
Auch Die Unzufriedene ließ kein gutes Haar an der Produktion und nannte sie „übelsten Kitsch“ und einen Film „für rückschrittliche, gehirnweiche Spießbürger“.